# Province de Galápagos
Pour les articles homonymes, voir Galápagos (homonymie).

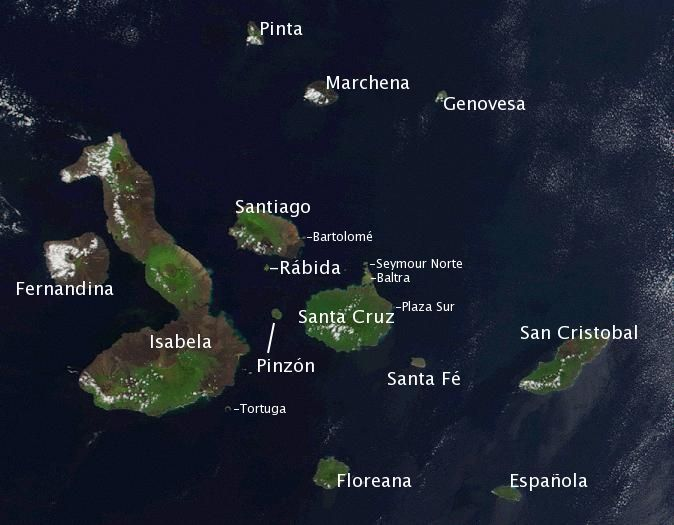
Photo satellite des îles Galápagos

La province des Galápagos est une province de l'Équateur, créée le 18 février 1973. Elle coïncide avec l'archipel des îles Galápagos. Sa capitale est la ville de Puerto Baquerizo Moreno.
La province des Galápagos a une superficie de 8 010 km2. Sa population en croissance rapide, est passée de 3 488 habitants en 1972 à 19 184 habitants en 2007. Elle se concentre sur les îles de Santa Cruz, de San Cristóbal et d'Isabela. La principale ville de la province est Puerto Ayora, un centre touristique de l'île de Santa Cruz.
La province est divisée en trois cantons :
| Les trois cantons de la province. | Canton        | Chef-lieu               | Principales îles                                                                       | Population (2010) |
| --------------------------------- | ------------- | ----------------------- | -------------------------------------------------------------------------------------- | ----------------- |
| Les trois cantons de la province. | Isabela       | Puerto Villamil         | Darwin, Fernandina, Isabela, Wolf                                                      | 2 256             |
| Les trois cantons de la province. | Santa Cruz    | Puerto Ayora            | Baltra, Bartolomé, Marchena, Seymour Nord, Pinta, Pinzón, Rábida, Santa Cruz, Santiago | 15 393            |
| Les trois cantons de la province. | San Cristóbal | Puerto Baquerizo Moreno | Española, Floreana, Genovesa, San Cristóbal, Santa Fé                                  | 7 475             |

Le drapeau de la province ressemble fortement à celui de la Sierra Leone. Les nuances de bleu et de vert sont toutefois plus claires sur ce dernier, ce qui permet la différenciation.